# Daniel Mason
Daniel Philippe Mason (* 1976) ist ein US-amerikanischer Schriftsteller und Psychiater.

## Leben und Werk
Daniel Mason wuchs in Palo Alto auf. Er studierte Biologie an der Harvard University und Medizin an der University of California in San Francisco. Seinen Debütroman, Der Klavierstimmer Ihrer Majestät, schrieb er noch während des Medizinstudiums. 2004 wurde er unter dem Titel The Piano Tuner als Oper adaptiert (Musik: Nigel Osborne, Libretto: Amanda Holden).
Masons Erzählungen, Kurzgeschichten und Essays sind u. a. in Harper’s, The Atlantic und der New York Times Book Review erschienen. Seine Romane wurden bislang in 28 Sprachen übersetzt.
2020 wurde er für seinen Roman Der Wintersoldat mit dem mit 50.000 US-Dollar dotierten Joyce Carol Oates Literary Prize ausgezeichnet. Im selben Jahr war er mit seinem Roman A Registry of My Passage upon the Earth einer der Finalisten für den Pulitzer-Preis.
Mason ist als Psychiater am Stanford Hospital tätig und lehrt Literatur an der Stanford University.  Er ist mit der Schriftstellerin Sara Houghteling verheiratet.

## Rezensionen
„Daniel Mason ist ein blendender Erzähler.“

„Masons Genie lässt den Leser die Welt wie mit eigenen Sinnen sehen, hören und fühlen.“

## Werke
- 2002: The Piano Tuner, dt.: Der Klavierstimmer Ihrer Majestät, übersetzt von Barbara Heller, München: Blessing 2003, ISBN 978-3-89667-214-8
- 2007: A Far Country, dt.: Die Musik der Ferne, übersetzt von Barbara Heller, München: Blessing 2008, ISBN 978-3-89667-215-5
- 2008: Death of the Pugilist, or The Famous Battle of Jacob Burke & Blindman McGraw
- 2018: The Winter Soldier, dt.: Der Wintersoldat, übersetzt von Sky Nonhoff, Judith Schwaab, München: C.H. Beck 2019, ISBN 978-3-423-14807-8
- 2020: A Registry of My Passage upon the Earth
- 2023: North Woods, dt.: Oben in den Wäldern, übersetzt von Cornelius Hartz, München: C.H. Beck 2024, ISBN 978-3-423-14807-8

## Auszeichnungen
- 2020: Joyce Carol Oates Literary Prize
- 2024: Hamburger Literaturpreis für die Übersetzung von Oben in den Wäldern